# 583

## Události
Duben – požár ničí Konstantinopoli.

## Hlavy států
- Papež – Pelagius II. (579–590)
- Byzantská říše – Maurikios (582–602)
- Franská říše
  - Soissons – Chilperich I. (561–584)
  - Orléans/Burgundsko – Guntram (561–592)
  - Mety – Childebert II. (575–595)
- Anglie
  - Wessex – Ceawlin (560–592)
  - Essex – Aescwine (527–587)
- Perská říše – Hormizd IV. (579–590)